# Кроуфорд, Холли
Холли Кроуфорд (англ. Holly Crawford; 10 февраля 1984) — австралийская сноубордистка, выступающая в хафпайпе.

## Карьера
Первым соревнованием для Кроуфорд стал чемпионат мира среди юниоров 2002, на котором она стала 13-й в хафпайпе и 8-й в сноубордкроссе, но после этого никогда не выступала в этой дисциплине. Стала чемпионкой Австралии 2002 года в хафпайпе. В Кубке мира она впервые приняла участие 17 декабря 2002 года, а призёром одного из этапов стала 14 сентября 2005 года, заняв третье место в Валле Невадо, Чили.
В том же сезоне Кроуфорд смогла квалифицироваться на Олимпийские игры 2006 в Турине и стала 18-й в хафпайпе. В следующем году она показала свой лучший результат в Кубке мира, заняв второе место в общем зачёте по хафпайпу и выиграв один из этапов, но пропустила следующий сезон.
В сезоне 2008/09 Кроуфорд один раз стала второй на этапе Кубка мира и выиграла серебряную медаль на чемпионате мира.
На чемпионате мира 2011 года выиграла «золото» в хафпайпе.

## Призовые места на этапах кубка мира

### 1-е место
- 16 февраля 2007, Фурано, Япония

### 2-е место
- 13 марта 2009, Вальмаленко, Италия
- 18 марта 2007, Стоунем[англ.], Канада
- 3 марта 2007, Калгари, Канада
- 3 февраля 2007, Бардонеккия, Италия

### 3-е место
- 10 марта 2007, Лейк-Плэсид, США
- 2 марта 2007, Калгари, Канада
- 14 сентября 2005, Валле Невадо, Чили

## Зачёт кубка мира

### Общий зачёт
- 2005/06 — 50-е место (1670 очков)
- 2006/07 — 5-е место (5050 очков)
- 2008/09 — 30-е место (2010 очков)

### Зачёт по хафпайпу
- 2002/03 — 49-е место (220 очков)
- 2003/04 — 29-е место (680 очков)
- 2005/06 — 15-е место (1670 очков)
- 2006/07 — 2-е место (5050 очков)
- 2008/09 — 7-е место (2010 очков)